# Xã Shell, Quận Mountrail, Bắc Dakota
Xã Shell (tiếng Anh: Shell Township) là một xã thuộc quận Mountrail, tiểu bang Bắc Dakota, Hoa Kỳ. Năm 2010, dân số của xã này là 30 người.